# Pallathur Venkatachalam Nandhidhaa
Dans ce nom indien, Pallathur Venkatachalam est le patronyme et Nandhidhaa est le nom personnel.
Pallathur Venkatachalam Nandhidhaa (ou P.V. Nandhidhaa) est une joueuse d'échecs indienne née le 4 octobre 1996.
Au 1er août 2020. elle est la septième joueuse indienne et la 97e joueuse mondiale avec un classement Elo de 2 365 points.

## Biographie et carrière
Maître international féminin depuis 2015, Nandhidhaa remporta la médaille d'argent au championnat du monde d'échecs junior féminin en 2016 et finit troisième ex æquo du championnat du Commonwealth (mixte) 2016 avec 7 points sur 9.. En février 2020, elle marqua 5 points sur 10 au festival d'échecs de Gibraltar, battant le jeune prodige Rameshbabu Praggnanandhaa et Valentina Gounina. Elle reçoit le titre de grand maître international féminin en 2020.
En 2017, elle marqua 5,5 points sur 9 à l'open du tournoi Chess Classic de Londres, battant le grand maître international Jonathan Hawkins.
En 2022, elle remporte le championnat d'Asie d'échecs disputé à New Delhi,.
Lors de la Coupe du monde d'échecs féminine 2023, elle est battue au premier tour par la Chinoise Yan Tianqi (0,5 à 1,5).
En octobre 2024, elle remporte le 50e championnat d'Inde féminin avec 9 points sur 11